# 菅大臣神社
菅大臣神社（かんだいじん じんじゃ）は、京都府京都市下京区菅大臣町にある神社（天満宮）。正式名称は「菅大臣社」（かんだいじん の やしろ）。通称、菅大臣天満宮（かんだいじん てんまんぐう）の名で知られる。菅公聖蹟二十五拝の第3番であり、洛陽天満宮二十五社順拝にも含まれる。

## 祭神
- 菅原道真公
- 尼神（あまがみ）
- 大己貴命

## 歴史
社地は今から約1000年前、菅原道真公の紅・白梅殿という邸宅や、また菅公生誕の地と伝えられ、境内には産湯の井戸が保存されている。仏光寺通を中心に南北二町、東西一町が当時の邸宅で、菅公が、大宰府へ左遷に当り
と詠んだ「飛梅の地」と伝えられる。
神社は道真公の薨去の後、間もなく創建されたが、度々、兵火にさらされ、鎌倉期には南北両社に分かれ、南社にあたる当社を天神御所または白梅殿社として呼ばれるようになり、北社を紅梅殿社（現在の北菅大臣神社）と分離した。応仁の乱後、慶長19年に菅家ゆかりの曼殊院宮良恕法親王（まんしゅいんのみや りょうじょほうしんのう）により再興され、今日に至っている。
この間、天明の大火、元治の兵乱で再度焼失するが、現本殿は、天保6年（1835年）造立の三間社流造という下鴨神社の旧殿を、明治2年に移築し、その後幣殿を建立して、いわゆる八棟造をなしている。

## 境内

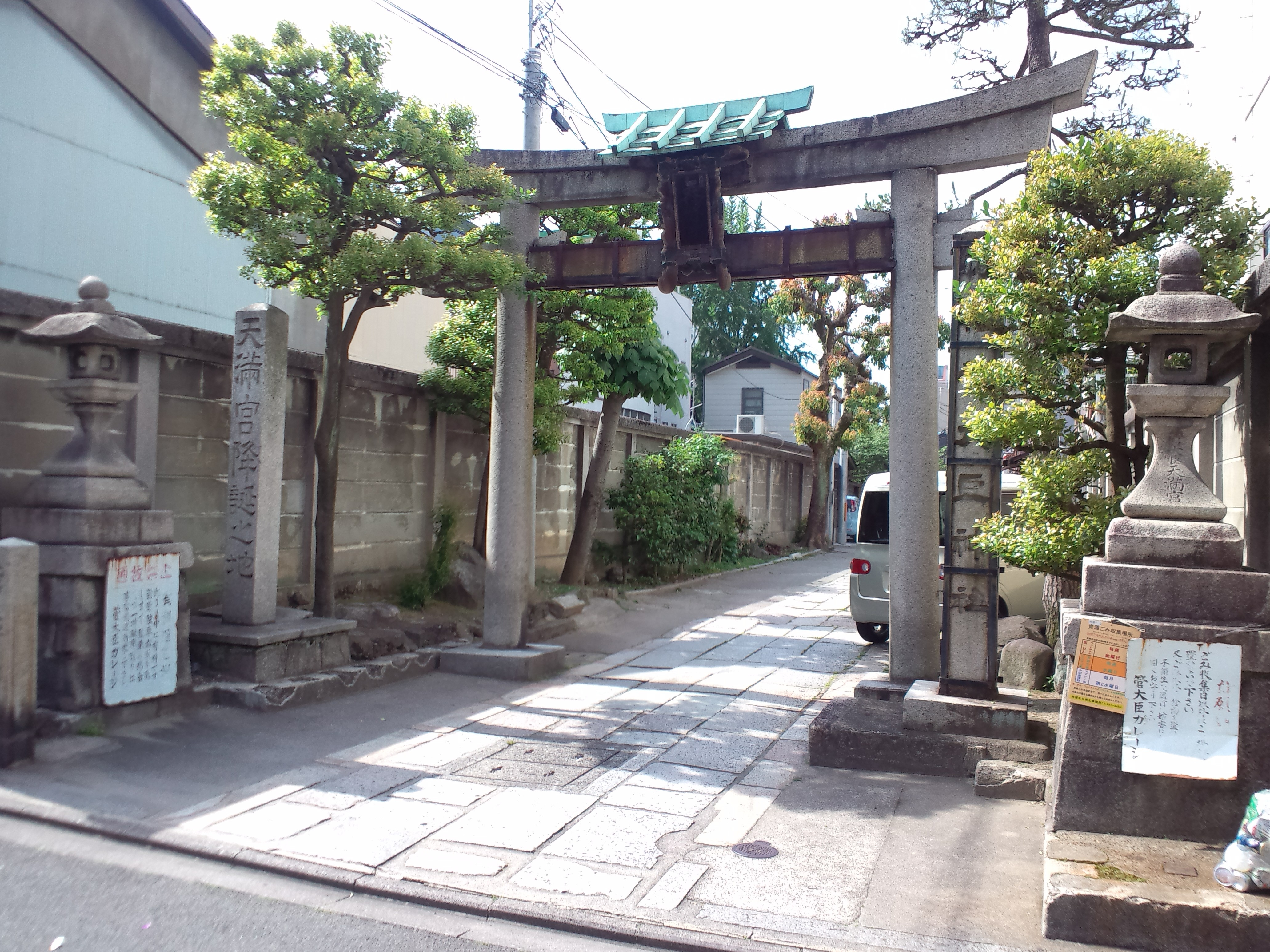
入口石鳥居
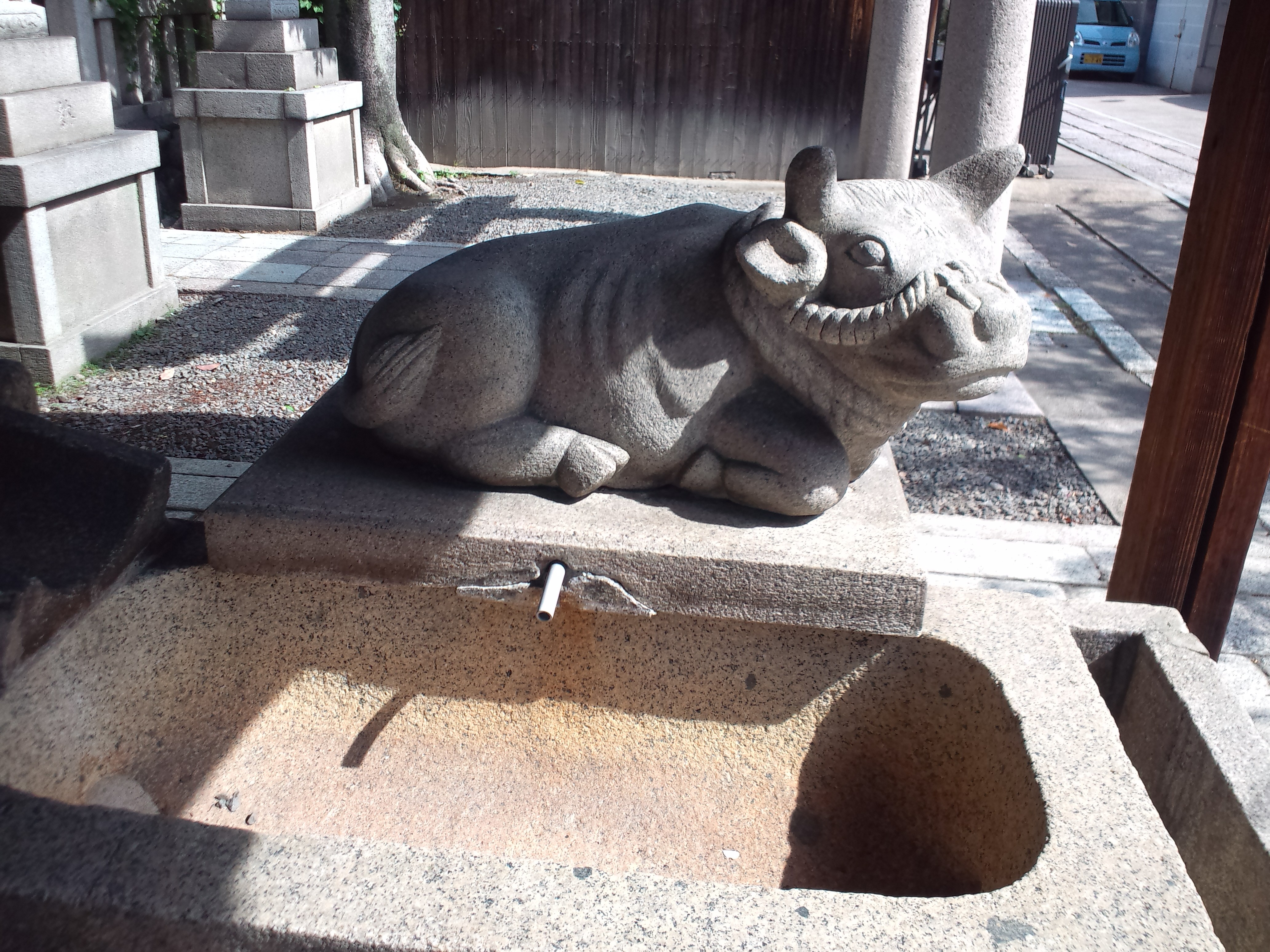
手水舎の臥牛像
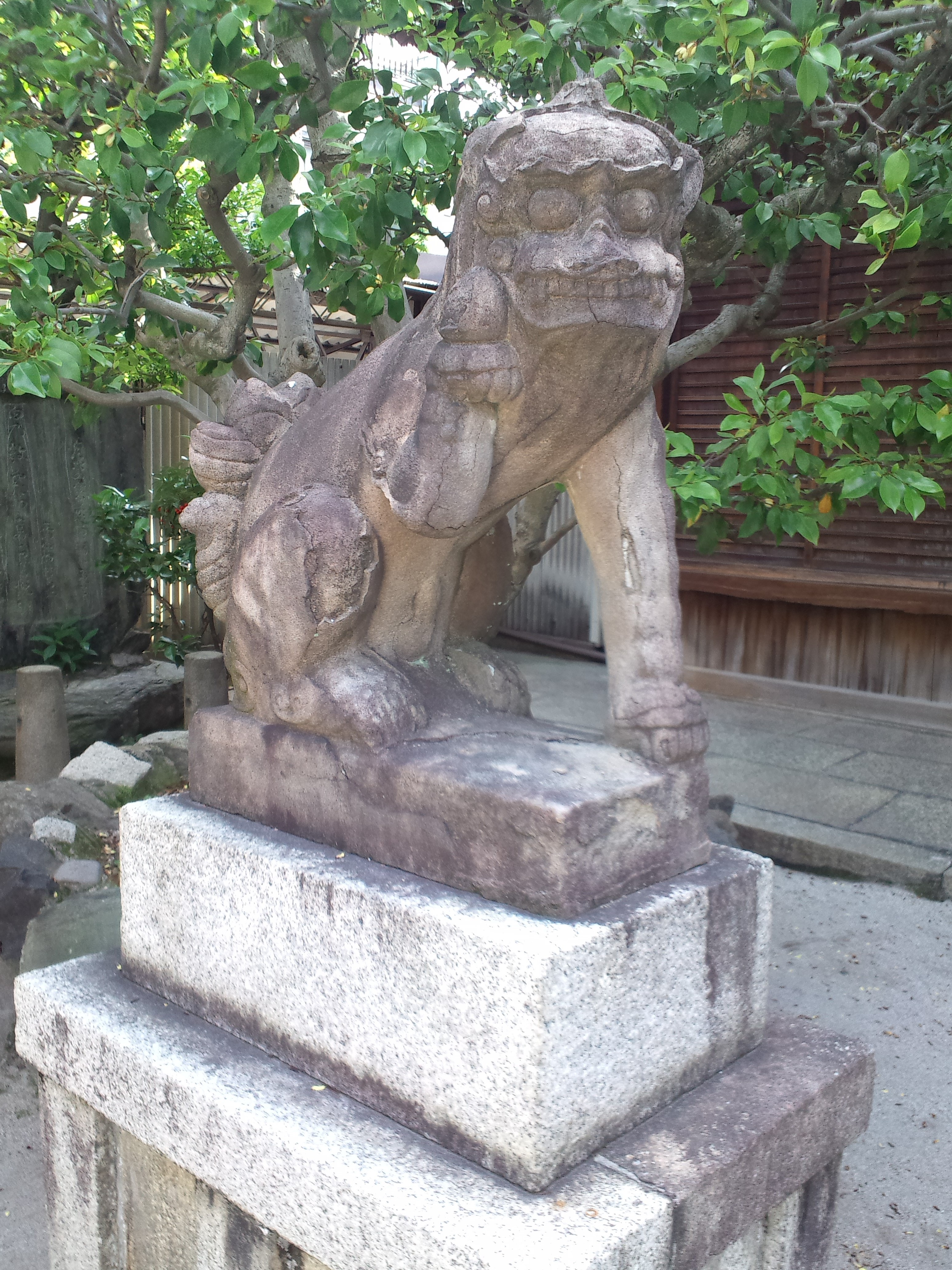
狛犬

## 境内社

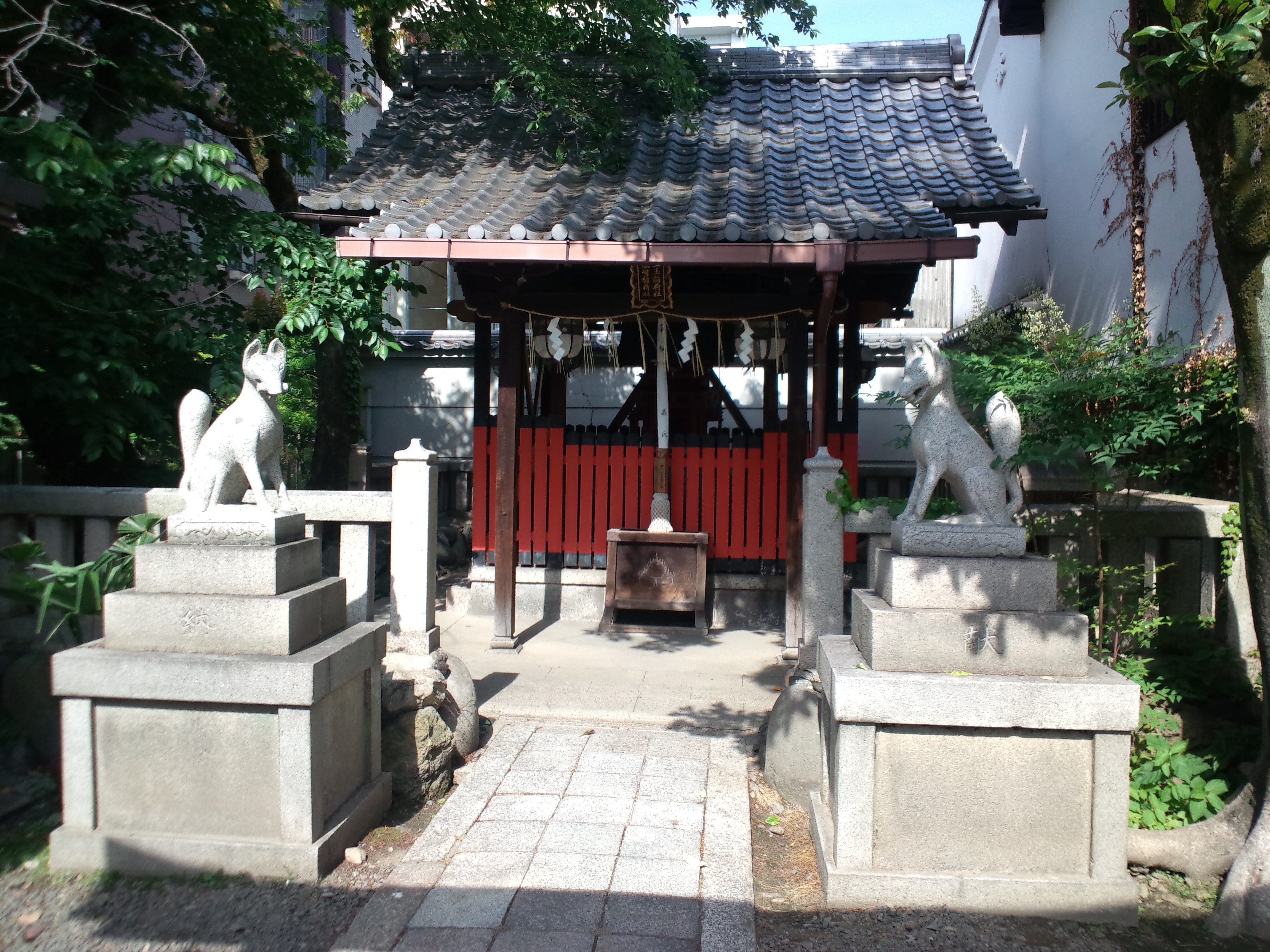
稲荷社
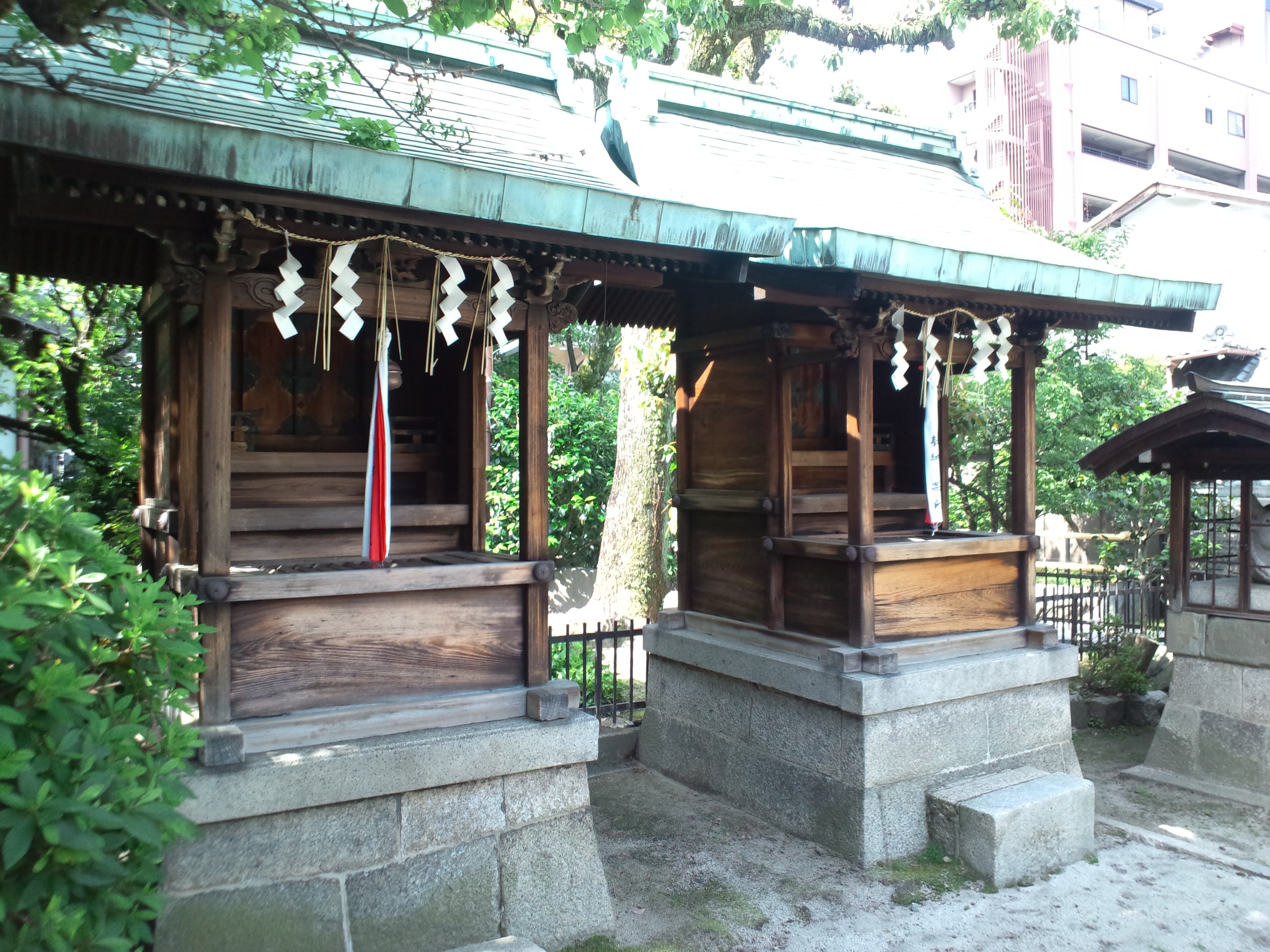
末社

摂社
- 柿本社（祭神：柿本人麻呂）
- 白太夫社（祭神：渡会春彦）
- 福部社（祭神：十川能福）
- 火御子社（祭神：火雷神）
- 老松社（祭神：島田忠臣）

末社
- 三玉稲荷社、春崎稲荷社

- 稲荷社
- 末社

## 現地情報
所在地
- 京都府京都市下京区仏光寺通新町西入ル菅大臣町187-1

交通アクセス
- 最寄駅：阪急京都本線烏丸駅及び地下鉄烏丸線四条駅下車後、徒歩約5分